# Вилма Хугонай
Графиня Вилма Хугонай дьо Сентдьорди (на унгарски: Hugonnai Vilma de Szentgyörgy) е унгарска аристократка и първата унгарска лекарка.

## Биография
Родена е на 30 септември 1847 г. в селцето Надтетени, днес част от Будапеща. Графиня Вилма Хугонай е петото дете на граф Калман Хугонай и Пансели Риза. Учи медицина в Париж и завършва през 1879 г. Когато Вилма се завръща в Унгария не може да започне да работи като лекар, защото унгарските власти отказват да признаят квалификацията ѝ заради пола ѝ. Тя работи като акушерка до 1897 г., когато властите най-накрая приемат образованието ѝ и тя си отваря частна лекарска практика. Първата жена, която завършва в Унгария е Саролта Щайнбергер през 1900 г. На нито една от двете обаче не е позволено да практикуват без лекар-мъж, който да ги наблюдава до 1913 г. Умира на 25 май 1922 г. в Будапеща, Унгария.